# Primeiro nível da Nomenclatura das Unidades Territoriais para Fins Estatísticos
A Nomenclatura das Unidades Territoriais Estatísticas ou NUTS (do francês nomenclature d'unités territoriales statistiques) é um geocódigo padrão para referenciar as divisões administrativas dos países para fins estatísticos. O padrão foi desenvolvido pela União Europeia.
Existem três níveis de NUTS definidos e dois subníveis, chamados unidade administrativa local (UAL). Nem todos os países têm estes níveis de divisão, pois depende do seu tamanho. Um dos casos mais extremos é o Luxemburgo, que tem apenas UAL, as três divisões NUTS correspondem a todo o país em si.
Abaixo estão o primeiro nível NUTS de regiões da União Europeia.
| Código | Nome                            | Correspondentes subdivisões segundo nível                                                                 | Mapa          |               |               |               |
| AT     | Áustria                         | Áustria                                                                                                   | Áustria       | Áustria       | Áustria       | Áustria       |
| ------ | ------------------------------- | --- | ------------- | ------------- | ------------- | ------------- |
| AT1    | Áustria Oriental                | Burgenland, Baixa Áustria, Viena                                                                          |               |               |               |               |
| AT2    | Áustria Meridional              | Caríntia, Estíria                                                                                         |               |               |               |               |
| AT3    | Áustria Ocidental               | Alta Áustria, Salzburgo, Tirol, Vorarlberg                                                                |               |               |               |               |
| BE     | Bélgica                         | Bélgica                                                                                                   | Bélgica       | Bélgica       | Bélgica       | Bélgica       |
| BE1    | Região de Bruxelas-Capital      | Região de Bruxelas-Capital                                                                                |               |               |               |               |
| BE2    | Região da Flandres              | Antuérpia, Limburgo, Flandres Oriental, Brabante Flamengo, Flandres Ocidental                             |               |               |               |               |
| BE3    | Região da Valónia               | Brabante Valão, Hainaut, Liège, Luxemburgo, Namur                                                         |               |               |               |               |
| BG     | Bulgária                        | Bulgária                                                                                                  | Bulgária      | Bulgária      | Bulgária      | Bulgária      |
| BG3    | Severna I Iztochna              | Severozapaden, Severen tsentralen, Severoiztochen, Yugoiztochen                                           |               |               |               |               |
| BG4    | Yugozapadna I Yuzhna Tsentralna | Yugozapaden, Yuzhen tsentralen                                                                            |               |               |               |               |
| CY     | Chipre                          | Chipre | Chipre        | Chipre        | Chipre        | Chipre        |
| CY0    | Chipre                          | Chipre |               |               |               |               |
| CZ     | Chéquia                         | Chéquia                                                                                                   | Chéquia       | Chéquia       | Chéquia       | Chéquia       |
| CZ0    | Chéquia                         | Praga, Boémia Central, Sudoeste, Noroeste, Nordeste, Sudeste, Morávia Central, Morávia-Silésia            |               |               |               |               |
| DE     | Alemanha                        | Alemanha                                                                                                  | Alemanha      | Alemanha      | Alemanha      | Alemanha      |
| DE1    | Baden-Württemberg               | Estugarda, Karlsruhe, Friburgo, Tübingen                                                                  |               |               |               |               |
| DE2    | Baviera                         | Alta Baviera, Baixa Baviera, Alto Palatinado, Alta Francónia, Média Francónia, Baixa Francónia, Suábia    |               |               |               |               |
| DE3    | Berlim                          | Berlim |               |               |               |               |
| DE4    | Brandemburgo                    | Brandenburg-Nordeste, Brandenburg-Sudoeste                                                                |               |               |               |               |
| DE5    | Bremen                          | Bremen |               |               |               |               |
| DE6    | Hamburgo                        | Hamburgo                                                                                                  |               |               |               |               |
| DE7    | Hessen                          | Darmstadt, Gießen, Kassel                                                                                 |               |               |               |               |
| DE8    | Meclemburgo-Pomerânia Ocidental | Meclemburgo-Pomerânia Ocidental                                                                           |               |               |               |               |
| DE9    | Baixa Saxónia                   | Braunschweig, Hanôver, Lüneburg, Weser-Ems                                                                |               |               |               |               |
| DEA    | Renânia do Norte-Vestfália      | Düsseldorf, Colónia, Münster, Detmold, Arnsberg                                                           |               |               |               |               |
| DEB    | Renânia-Palatinado              | Koblenz, Trier, Rheinhessen-Pfalz                                                                         |               |               |               |               |
| DEC    | Sarre                           | Sarre |               |               |               |               |
| DED    | Saxónia                         | Chemnitz, Dresden, Leipzig                                                                                |               |               |               |               |
| DEE    | Saxónia-Anhalt                  | Saxónia-Anhalt                                                                                            |               |               |               |               |
| DEF    | Schleswig-Holstein              | Schleswig-Holstein                                                                                        |               |               |               |               |
| DEG    | Turíngia                        | Turíngia                                                                                                  |               |               |               |               |
| DK     | Dinamarca                       | Dinamarca                                                                                                 | Dinamarca     | Dinamarca     | Dinamarca     | Dinamarca     |
| DK0    | Dinamarca                       | Capital, Zelândia, Dinamarca do Sul, Jutlândia Central, Jutlândia do Norte                                |               |               |               |               |
| EE     | Estónia                         | Estónia                                                                                                   | Estónia       | Estónia       | Estónia       | Estónia       |
| EE0    | Estónia                         | Estónia                                                                                                   |               |               |               |               |
| ES     | Espanha                         | Espanha                                                                                                   | Espanha       | Espanha       | Espanha       | Espanha       |
| ES1    | Noroeste                        | Galiza, Astúrias, Cantábria                                                                               |               |               |               |               |
| ES2    | Nordeste                        | País Basco, Navarra, La Rioja, Aragão                                                                     |               |               |               |               |
| ES3    | Comunidade de Madrid            | Comunidade de Madrid                                                                                      |               |               |               |               |
| ES4    | Centro                          | Castela e Leão, Castela-Mancha, Estremadura                                                               |               |               |               |               |
| ES5    | Este                            | Catalunha, Comunidade Valenciana, Ilhas Baleares                                                          |               |               |               |               |
| ES6    | Sul                             | Andaluzia, Múrcia, Ceuta, Melilha                                                                         |               |               |               |               |
| ES7    | Ilhas Canárias                  | Ilhas Canárias                                                                                            |               |               |               |               |
| FI     | Finlândia                       | Finlândia                                                                                                 | Finlândia     | Finlândia     | Finlândia     | Finlândia     |
| FI1    | Finlândia Continental           | Finlândia Oriental, Finlândia Meridional, Finlândia Ocidental, Oulu, Lapónia                              |               |               |               |               |
| FI2    | Åland                           | Åland |               |               |               |               |
| FR     | França                          | França | França        | França        | França        | França        |
| FR1    | Île-de-France                   | Île-de-France                                                                                             |               |               |               |               |
| FR2    | Bassin Parisien                 | Champanha-Ardenas, Picardia, Alta-Normandia, Centro, Baixa Normandia, Borgonha                            |               |               |               |               |
| FR3    | Nord-Pas-de-Calais              | Nord-Pas-de-Calais                                                                                        |               |               |               |               |
| FR4    | Leste                           | Lorena, Alsácia, Franco-Condado                                                                           |               |               |               |               |
| FR5    | Oeste                           | Pays de la Loire, Bretanha, Poitou-Charentes                                                              |               |               |               |               |
| FR6    | Sudoeste                        | Aquitânia, Meio-Dia-Pirenéus, Limusino                                                                    |               |               |               |               |
| FR7    | Centro Leste                    | Ródano-Alpes, Auvérnia                                                                                    |               |               |               |               |
| FR8    | Mediterrâneo                    | Languedoque-Rossilhão, Provença-Alpes-Costa Azul, Córsega                                                 |               |               |               |               |
| FR9    | Departamentos ultramarinos      | Guadalupe, Martinica, Guiana Francesa, Reunião                                                            |               |               |               |               |
| GR     | Grécia                          | Grécia | Grécia        | Grécia        | Grécia        | Grécia        |
| GR1    | Voreia Ellada                   | Macedónia Oriental e Trácia, Macedónia Central, Macedónia Ocidental, Tessália                             |               |               |               |               |
| GR2    | Kentriki Ellada                 | Epiro, Ilhas Jónicas, Grécia Ocidental, Grécia Central, Peloponeso                                        |               |               |               |               |
| GR3    | Ática                           | Ática |               |               |               |               |
| GR4    | Nisia Aigaiou, Kriti            | Egeu Meridional, Egeu Setentrional, Creta                                                                 |               |               |               |               |
| HU     | Hungria                         | Hungria                                                                                                   | Hungria       | Hungria       | Hungria       | Hungria       |
| HU1    | Hungria Central                 | Hungria Central                                                                                           |               |               |               |               |
| HU2    | Transdanúbia                    | Transdanúbia Central, Transdanúbia Meridional, Transdanúbia Ocidental                                     |               |               |               |               |
| HU3    | Grande Planície e Norte         | Hungria Setentrional, Grande Planície Setentrional, Grande Planície Meridional                            |               |               |               |               |
| IE     | Irlanda                         | Irlanda                                                                                                   | Irlanda       | Irlanda       | Irlanda       | Irlanda       |
| IE0    | Irlanda                         | Border, Midland e Ocidentel, Meridional e Oriente                                                         |               |               |               |               |
| IT     | Itália                          | Itália | Itália        | Itália        | Itália        | Itália        |
| ITC    | Nordoeste                       | Vale de Aosta, Ligúria, Lombardia, Piemonte                                                               |               |               |               |               |
| ITD    | Nordeste                        | Emília-Romanha, Friul-Veneza Júlia, Trentino-Alto Ádige, Véneto                                           |               |               |               |               |
| ITE    | Central                         | Lácio, Marcas, Toscana, Úmbria                                                                            |               |               |               |               |
| ITF    | Meridional                      | Abruzos, Basilicata, Calábria, Campânia, Molise, Apúlia                                                   |               |               |               |               |
| ITG    | Insular                         | Sardenha, Sicília                                                                                         |               |               |               |               |
| LT     | Lituânia                        | Lituânia                                                                                                  | Lituânia      | Lituânia      | Lituânia      | Lituânia      |
| LT0    | Lituânia                        | Lituânia                                                                                                  |               |               |               |               |
| LU     | Luxemburgo                      | Luxemburgo                                                                                                | Luxemburgo    | Luxemburgo    | Luxemburgo    | Luxemburgo    |
| LU0    | Luxemburgo                      | Luxemburgo                                                                                                |               |               |               |               |
| LV     | Letónia                         | Letónia                                                                                                   | Letónia       | Letónia       | Letónia       | Letónia       |
| LV0    | Letónia                         | Letónia                                                                                                   |               |               |               |               |
| MT     | Malta                           | Malta | Malta         | Malta         | Malta         | Malta         |
| MT0    | Malta                           | Malta |               |               |               |               |
| NL     | Países Baixos                   | Países Baixos                                                                                             | Países Baixos | Países Baixos | Países Baixos | Países Baixos |
| NL1    | Países Baixos Setentrionais     | Groninga, Frísia, Drente                                                                                  |               |               |               |               |
| NL2    | Países Baixos Orientais         | Overissel, Guéldria, Flevolândia                                                                          |               |               |               |               |
| NL3    | Países Baixos Ocidentais        | Utrecht, Holanda do Norte, Holanda do Sul, Zelândia                                                       |               |               |               |               |
| NL4    | Países Baixos Meridionais       | Brabante do Norte, Limburgo                                                                               |               |               |               |               |
| PL     | Polónia                         | Polónia                                                                                                   | Polónia       | Polónia       | Polónia       | Polónia       |
| PL1    | Centralny                       | Łódź, Mazóvia                                                                                             |               |               |               |               |
| PL2    | Poludniowy                      | Pequena Polónia, Silésia                                                                                  |               |               |               |               |
| PL3    | Wschodni                        | Lublin, Subcarpácia, Santa Cruz, Podláquia                                                                |               |               |               |               |
| PL4    | Północno-Zachodni               | Grande Polónia, Pomerânia Ocidental, Lubusz                                                               |               |               |               |               |
| PL5    | Południowo-Zachodni             | Baixa Silésia, Opole                                                                                      |               |               |               |               |
| PL6    | Północny                        | Cujávia-Pomerânia, Vármia-Masúria, Pomerânia                                                              |               |               |               |               |
| PT     | Portugal                        | Portugal                                                                                                  | Portugal      | Portugal      | Portugal      | Portugal      |
| PT1    | Portugal Continental            | Norte, Centro, Lisboa, Alentejo, Algarve                                                                  |               |               |               |               |
| PT2    | Açores                          | Açores |               |               |               |               |
| PT3    | Madeira                         | Madeira                                                                                                   |               |               |               |               |
| RO     | Roménia                         | Roménia                                                                                                   | Roménia       | Roménia       | Roménia       | Roménia       |
| RO1    | Um                              | Noroeste, Centro                                                                                          |               |               |               |               |
| RO2    | Dois                            | Nordeste, Sudeste                                                                                         |               |               |               |               |
| RO3    | Três                            | Sul, Bucureşti-Ilfov                                                                                      |               |               |               |               |
| RO4    | Quatro                          | Sudoeste, Oeste                                                                                           |               |               |               |               |
| SE     | Suécia                          | Suécia | Suécia        | Suécia        | Suécia        | Suécia        |
| SE1    | Suécia Oriental                 | Estocolmo, Suécia Médio Oriental                                                                          |               |               |               |               |
| SE2    | Suécia Meridional               | Småland med öarna, Suécia do Sul, Suécia do Oeste                                                         |               |               |               |               |
| SE3    | Suécia Setentrional             | Suécia Médio Setentrional, Média Norrland, Alta Norrland                                                  |               |               |               |               |
| SI     | Eslovênia                       | Eslovênia                                                                                                 | Eslovênia     | Eslovênia     | Eslovênia     | Eslovênia     |
| SI0    | Eslovénia                       | Eslovénia Oriental, Eslovénia Ocidental                                                                   |               |               |               |               |
| SK     | Eslováquia                      | Eslováquia                                                                                                | Eslováquia    | Eslováquia    | Eslováquia    | Eslováquia    |
| SK0    | Eslováquia                      | Bratislava, Eslováquia Ocidental, Eslováquia Central, Eslováquia Oriental                                 |               |               |               |               |
| UK     | Reino Unido                     | Reino Unido                                                                                               | Reino Unido   | Reino Unido   | Reino Unido   | Reino Unido   |
| UKC    | Nordeste da Inglaterra          | Tees Valley e Durham, Northumberland e Tyne and Wear                                                      |               |               |               |               |
| UKD    | Noroeste da Inglaterra          | Cumbria, Cheshire, Greater Manchester, Lancashire, Merseyside                                             |               |               |               |               |
| UKE    | Yorkshire e Humber              | East Yorkshire and Northern Lincolnshire (Humberside), North Yorkshire, South Yorkshire, West Yorkshire   |               |               |               |               |
| UKF    | East Midlands                   | Derbyshire and Nottinghamshire, Leicestershire, Rutland and Northamptonshire, Lincolnshire                |               |               |               |               |
| UKG    | West Midlands                   | Herefordshire, Worcestershire and Warwickshire, Shropshire and Staffordshire, West Midlands               |               |               |               |               |
| UKH    | Leste da Inglaterra             | East Anglia, Bedfordshire and Hertfordshire, Essex                                                        |               |               |               |               |
| UKI    | Grande Londres                  | Inner London, Outer London                                                                                |               |               |               |               |
| UKJ    | Sudeste da Inglaterra           | Berkshire, Buckinghamshire, Oxfordshire, Surrey, East Sussex, West Sussex, Hampshire, Isle of Wight, Kent |               |               |               |               |
| UKK    | Sudoeste da Inglaterra          | Gloucestershire, Wiltshire e Bristol/Bath area, Dorset e Somerset, Cornwall and Isles of Scilly, Devon    |               |               |               |               |
| UKL    | País de Gales                   | Gales Ocidental e The Valleys, Gales Oriental                                                             |               |               |               |               |
| UKM    | Escócia                         | Escócia Oriental, Escócia Ocidental Sul, Escócia Oriental Norte, Terras Altas e Ilhas                     |               |               |               |               |
| UKN    | Irlanda do Norte                | Irlanda do Norte                                                                                          |               |               |               |               |